# Dillwynia brunioides
Dillwynia brunioides är en ärtväxtart som beskrevs av Meissner. Dillwynia brunioides ingår i släktet Dillwynia och familjen ärtväxter. Inga underarter finns listade i Catalogue of Life.